# Cratere Němcová
Němcová  è un cratere sulla superficie di Venere. Deve il proprio nome a Božena Němcová, scrittrice e poetessa ceca del XIX secolo.